# Sigbjørn Slinning
Sigbjørn Slinning (ur. 6 października 1945 w Stavanger) – norweski piłkarz występujący na pozycji obrońcy.

## Kariera klubowa
Slinning przez całą karierę występował w zespole Viking FK. Rozpoczął ją w sezonie 1963, gdy Viking grał w pierwszej lidze. W sezonie 1965 spadł z nim do drugiej ligi. W sezonie 1967 awansował z nim jednak z powrotem do pierwszej ligi. Grał w niej do końca kariery w 1978 roku. W międzyczasie wraz z Vikingiem czterokrotnie zdobył mistrzostwo Norwegii (1972, 1973, 1974, 1975), a także raz dotarł z nim do finału Pucharu Norwegii (1974).

## Kariera reprezentacyjna
W reprezentacji Norwegii Slinning zadebiutował 3 lipca 1969 w wygranym 3:0 towarzyskim meczu z Bermudami. 17 lipca 1975 w wygranym 3:2 pojedynku eliminacji Letnich Igrzysk Olimpijskich 1976 z Islandią strzelił swojego jedynego gola w kadrze. W latach 1969–1976 w drużynie narodowej rozegrał 41 spotkań.